# Terremoto de Tabriz de 1721
O terremoto de Tabriz de 1721 ocorreu em 26 de abril, com epicentro próximo à cidade de Tabriz, no Irã. Ele arrasou cerca de três quartos da cidade, incluindo muitas mesquitas e escolas proeminentes na cidade, e resultou na morte de dezenas de milhares de pessoas. O número total de vítimas causadas pelo terremoto está entre 8 000 e 250 000; provavelmente foram aproximadamente 80 000. Na época em que ocorreu, o terremoto foi popularmente interpretado como um presságio de infortúnio ou uma demonstração da ira divina. A destruição causada pelo terremoto foi um fator significativo para o sucesso da tomada otomana de Tabriz em 1725, além de contribuir para as dificuldades econômicas de Tabriz durante esse período. Também causou a destruição de alguns dos monumentos históricos significativos da cidade. Os relatos do terremoto são frequentemente confundidos com as descrições do terremoto de 1727 em Tabriz.